# Raymond (Washington)
Raymond es una ciudad ubicada en el condado de Pacific en el estado estadounidense de Washington. En el año 2000 tenía una población de 2.865 habitantes y una densidad poblacional de 299,8 personas por km².

## Geografía
Raymond se encuentra ubicada en las coordenadas 46°40′47″N 123°44′17″O / 46.67972, -123.73806.

## Demografía
Según la Oficina del Censo en 2000 los ingresos medios por hogar en la localidad eran de $25.759, y los ingresos medios por familia eran $33.984. Los hombres tenían unos ingresos medios de $29.402 frente a los $24.647 para las mujeres. La renta per cápita para la localidad era de $13.910. Alrededor del 24,6% de la población estaban por debajo del umbral de pobreza.